# Gobierno de Siláyev
El Gobierno de Siláyev, conocido oficialmente como "Comité para la gestión operativa de la economía nacional de la Unión Soviética" fue el gabinete provisional de la Unión Soviética establecido en agosto de 1991 con Iván Siláyev como jefe de Gobierno, desempeñándose como Presidente del Comité Económico Interestatal. 
Fue establecido tras la destitución de Valentín Pávlov como Primer Ministro, a causa de su participación del intento de golpe de Estado llevado a cabo por el Comité Estatal para el Estado de Emergencia contra el presidente Mijaíl Gorbachov. Tras esto, Siláyev fue nombrado presidente del nuevo comité con la tarea de organizar un nuevo gobierno, en reemplazo del Gabinete de Ministros. Aunque se decretó la disolución del comité el 19 de diciembre (sin la autorización de Gorbachov), los ministros siguieron trabajando hasta el mismo día de la disolución de la Unión Soviética, el 25 de diciembre.

## Composición[2]
| Ministro                                            | Titular               |
| --------------------------------------------------- | --------------------- |
| Primer Ministro                                     | Iván Siláyev          |
| Vicepresidentes                                     | Arkadi Volski         |
| Vicepresidentes                                     | Yuri Luzhkov          |
| Vicepresidentes                                     | Grigori Yavlinski     |
| Finanzas                                            | Igor Lazárev          |
| Economía                                            | Yevgueni Sabúrov      |
| Comercio                                            | Aleksándr Jilstov     |
| Relaciones Económicas Exteriores                    | Valeri Mangazeyev     |
| Asuntos Exteriores (agosto-noviembre de 1991)       | Borís Pankin          |
| Relaciones Exteriores (noviembre-diciembre de 1991) | Eduard Shevardnadze   |
| Defensa                                             | Yevgueni Sháposhnikov |
| Asuntos Internos                                    | Víktor Baránnikov     |
| Cultura                                             | Nikolái Gubenko       |
| Comité de Seguridad del Estado                      | Vadim Bakatin         |